# Mesquita dos Turcos
A mesquita dos Turcos ou  Jemaâ Ettrouk (em francês: Mosquée des Turcs) é uma mesquita da Tunísia, situada na cidade de Houmt Souk, na ilha de Djerba, perto do bairro dos funduques e da igreja de São José de Djerba.
Foi construída no século XVI pelo Ghazi Mustapha Bey, o caide instalado por Dragute Arrais após a batalha de Djerba (1560) e a execução do xeque da ilha. Foi restaurada várias vezes e está classificada como monumento histórico. Originalmente dedicada ao rito hanafista, da família reinante na Tunísia e de algumas famílias de ascendência otomana, desde há muito tempo que está afeta ao rito maliquita.
É uma mesquita de média dimensão, de arquitetura sóbria, com paredes brancas, caracterizada pelo seu minarete original e único no seu género em toda a ilha. Segundo René Stablo «o minarete é esguio, em forma de vela e terminado por um cone afilado, que evoca uma reminiscência fálica. Aproximadamente a meia altura, uma galeria circular, em sacada, permite ao almuadem chamar para a oração.» Além da sala de oração, tem um grande pátio e uma cisterna para armazenar água da chuva.